# IV. István Uroš szerb cár
IV. István Uroš vagy István Dusán, István Szilni („a hatalmas”) (szerbül: Стефан Урош IV Душан Силни), (1308 – 1355. december 20.) szerb király 1331-től, cár 1346-tól.
Fellázadt édesapja, III. István Uroš ellen és magához ragadta a hatalmat. Uralkodását a szüntelen hadakozás jellemzi: Bizánc ellen 13 háborút viselt; 1334-ben elfoglalta Makedónia nagy részét. Míg a görögökkel harcolt, a magyarok behatoltak Szerbia északi részébe, de István közeledésének hírére visszavonultak. 1340-ben a görög császárt legyőzte és Szalonikiben ostrom alá fogta, a császár így kénytelen volt békét kötni: ennek értelmében egész Albánia István hatalmába került, aki felvette az «albánok királya» címet. Omre bég 1342-ben elfoglalta Makedóniát és 1344-ben Szofániánál megverte a szerb sereget. A harci szerencse azonban csakhamar megfordult: István 1345-ben elfoglalta Verija (Ber) és Szer várakat és 1346-ban egész Makedóniát. A király ekkor az összes szerb lakta vidékek ura és a Balkán-félsziget leghatalmasabb fejedelme lett és a Szkopjéban tartott országgyűlésen „szerb és bizánci császárnak, cárnak” kiáltatta ki magát. 1349. május 21-én Szkopjéban országgyűlést hirdetett, amelyen kihirdette híres törvénykönyvét (Zakonik). A törökök ellen harcolva Konstantin közelében, Devoli faluban lázas betegségbe esett és 1355. december 20-án meghalt. Hamvai Prizren közelében, a Szent Mihály-templomban voltak 1927-ig, jelenleg pedig a belgrádi Szent Márk templomban vannak.

## Családja
Első neje Ivanisa despota leánya, második Helena, Kantakusenos Iván leánya volt.